# Who I Am (Lena Katina)
Who I Am è un singolo della cantante russa Lena Katina, pubblicato il 7 ottobre 2014 come terzo estratto dal primo album in studio This Is Who I Am.

## Descrizione
Annunciata il 2 ottobre 2014 come anticipazione dell'album di debutto dell'artista, la canzone è stata scritta da Lena Katina, Iggy Strange Dahl e Erik Lawander, ed è stata prodotta da quest'ultimo insieme a Sven Martin. Il brano rappresenta una liberazione dall'immagine trasgressiva e polemica del passato per esprimere la vera personalità e la rinascita della cantante, che può finalmente mostrare al pubblico chi realmente è.
Nel dicembre 2014 il singolo è stato pubblicato anche nella versione russa Ja - ėto ja (in russo Я – это я?; lett. "Io sono io").

## Video musicale
Il videoclip del brano, pubblicato il 21 ottobre 2014, è stato diretto da Jason Wisch. Nel video si alternano scene in cui Lena appare vestita di bianco e poi di nero, altre in cui è totalmente svestita e altre ancora in cui è appoggiata ad un davanzale mentre annota alcune righe su un diario. Fissando dritto verso la telecamera, la cantante esprime una vasta gamma di emozioni (il tutto vuole essere una dichiarazione artistica su Lena in quanto essere umano). 
L'artista ha parlato del video affermando: "la clip si è rivelata un po' diversa da ciò che avevo in mente in origine, ma è una novità rispetto a quanto realizzato finora. Posso dire che si tratta di un esperimento. Volevo mostrare che posso essere triste, in lacrime, felice, arrabbiata o totalmente calma proprio come qualsiasi altro essere umano, mostrando il tutto attraverso un look molto puro e naturale. Molta gente non pensa agli artisti come persone normali; in realtà abbiamo tutti le stesse emozioni, soffriamo per i diversi problemi e gioiamo per i nostri momenti di felicità. Questo è stato uno dei miei obiettivi, voler dimostrare che un artista è come qualsiasi altra persona."

## Tracce
CD promo (Italia)
1. Who I Am – 3:16

Download digitale
1. Who I Am – 3:16

Versione in russo
1. Ja - ėto ja – 3:16

## Date di pubblicazione
| Paese | Data di pubblicazione | Formato           | Versione       | Etichetta         |
| ----- | --------------------- | ----------------- | -------------- | ----------------- |
| Mondo | 7 ottobre 2014        | download digitale | Standard       | Katina Music Inc. |
| Mondo | 9 dicembre 2014       | download digitale | Versione russa | Katina Music Inc. |